# Appendicula aberrans
Appendicula aberrans är en orkidéart som beskrevs av Rudolf Schlechter. Appendicula aberrans ingår i släktet Appendicula och familjen orkidéer. Inga underarter finns listade i Catalogue of Life.